# 縁場町
縁場町（えんばちょう）は、愛知県名古屋市西区の地名。

## 地理
名古屋市西区南西部に位置する。東は平野町、西は藤ノ宮通、南は大道町、北は上更通に接する。

## 歴史

### 沿革
- 1934年（昭和9年）1月15日 - 西区南押切・栄生町の各一部により、同区縁場町が成立[3]。
- 1941年（昭和16年）10月14日 - 西区南押切・平野町・上更通の各一部を編入する。また、一部が上更通に編入される[3]。